# San Antonio del Cerrito
San Antonio del Cerrito är en ort i Mexiko.   Den ligger i kommunen Sombrerete och delstaten Zacatecas, i den centrala delen av landet, 700 km nordväst om huvudstaden Mexico City. San Antonio del Cerrito ligger 2 074 meter över havet och antalet invånare är 201.
Terrängen runt San Antonio del Cerrito är kuperad åt nordväst, men åt sydost är den platt. San Antonio del Cerrito ligger nere i en dal. Runt San Antonio del Cerrito är det glesbefolkat, med 16 invånare per kvadratkilometer. Närmaste större samhälle är Sombrerete, 16,3 km nordost om San Antonio del Cerrito. Omgivningarna runt San Antonio del Cerrito är i huvudsak ett öppet busklandskap.